# Moifaa
Moifaa (* 1895 in Takapau, Neuseeland; † im 20. Jahrhundert) war ein Rennpferd und angeblich das Lieblingspferd Edwards VII. Er gewann am 25. März 1904 das Grand National in Liverpool, an dem 26 Pferde teilnahmen, mit acht Längen Vorsprung in 9:59 Minuten.

## Leben
Der braune Vollblutwallach war 173 cm hoch. Er wurde in Neuseeland zunächst von Alfred Ellingham, einem Verwandten des Hufschmieds, der das Pferd gezüchtet hatte, geritten. In seiner ersten Rennsaison gewann er unter Ellingham elf von 16 Rennen. Danach wurde er von dem reichen Geschäftsmann Spencer Gollan gekauft und sollte von dessen Tochter geritten werden. Diese weigerte sich zunächst, das eher unattraktive Pferd zu reiten, lernte dann aber seine Qualitäten schätzen. Angeblich entdeckte die Familie Gollan während eines Erdbebens das ungewöhnliche Springtalent des Pferdes. Moifaa wurde, wie andere Rennpferde, die Gollan besaß, auch, nach England verschifft. Nach dem Rennsieg 1904 wurde Moifaa, der sich später allerdings nie wieder in Rennen hervortun sollte, für Edward VII. angekauft, der mit Gollan befreundet war. 
Moifaa lief vor dem Grand National drei weitere Rennen in England, ohne besondere Leistungen zu zeigen. Beim Grand National 1904 aber soll er unter dem Jockey Arthur Birch so beeindruckend gesiegt haben, dass der König beschloss, ihn zu kaufen. Im Jahr darauf trat Moifaa in den königlichen Farben mit einem anderen Jockey wieder bei diesem Rennen an, stürzte aber und wurde später in die Hände des Colonel Brocklehurst gegeben, der ihn auf Jagden in Leicestershire ritt. Über das Ende des Pferdes scheint nichts bekannt zu sein.
Mitunter wird auf die traurigen Schicksale mehrerer Personen hingewiesen, die mit Moifaa in Kontakt kamen: Arthur Birch starb 1911 an den Folgen eines Rennunfalls, den er allerdings nicht mit Moifaa erlitten hatte, sein Trainer Jim Hickey starb im selben Jahr in einem Asyl für Geisteskranke, und Spencer Gollan kam bei einem Verkehrsunfall in London um: Er trat auf die Fahrbahn, ohne einen nahenden Bus wahrzunehmen. Doch abgesehen von diesen Zufällen sind auch über zwei Episoden aus dem Leben des Pferdes selbst verschiedene recht medienwirksame Erzählungen im Umlauf.

### Moifaa der Schiffbrüchige?
Spektakulär ist der Bericht über einen Schiffsuntergang, den Moifaa überlebt haben soll: Er sollte im Jahr 1904 von Neuseeland nach England transportiert werden; das Schiff soll jedoch in einem Sturm vor Cape Town untergegangen sein. Das damals etwa achtjährige Pferd habe sich auf eine – nach manchen Zeugnissen – etwa 160 km entfernte unbewohnte Insel gerettet, auf der es zwei Wochen geblieben sei, bis es dort gefunden und abgeholt worden sei, und habe kurz darauf das Grand-National-Hindernisrennen gewonnen.
In dieser Version wird das angebliche Abenteuer des Pferdes etwa im Lexikon der berühmten Tiere von Karen Duve und Thies Völker dargestellt. Ebenso wird darüber auf einer animierten Darstellung für Kinder auf kids.britannica.com berichtet.
In Wirklichkeit verlief die Seefahrt für Moifaa aber wohl unspektakulärer, denn nach anderen Darstellungen waren – nach Aussage mancher Quellen zeitgleich – zwei Schiffe von Neuseeland nach England unterwegs, die Pferde transportierten. Auf dem einen Fahrzeug sollen sich Moifaa und weitere Pferde namens Toriki, Opea und Norton befunden haben, auf dem anderen, der Thermopylae, zwei weitere namens Chesney und Kiora. Moifaa soll unbeschadet nach England gekommen sein; die Thermopylae aber, auf der sich Chesney und Kiora befanden, strandete tatsächlich im September 1899. Quellen, die als Zeitpunkt des Unglücks den 25. Januar 1901 oder aber den 12. Januar 1901 nennen, können sich zumindest nicht auf die Strandung der Thermopylae beziehen. Die Pferde an Bord der Thermopylae konnten sich retten; Kiora startete im Jahr 1904 gegen Moifaa im Grand National.

### Rolle beim Begräbnis des Königs?
Auch die oft kolportierte Behauptung, Moifaa sei als Lieblingspferd des Königs bei dessen Begräbnis im Jahr 1910 mit leerem Sattel hinter dem Sarg hergeführt worden, ist fragwürdig. Wahrscheinlicher ist die Version, dass Moifaa bei diesem Anlass allenfalls von Colonel Brocklehurst, dem späteren Lord Ranksborough, geritten wurde und ein anderes Pferd den leeren Sattel trug: Bilder vom Begräbnis des Königs zeigen ein dunkles Pferd, das nur kleine Abzeichen im Gesicht hat. Eine Fotografie vom 26. Juli 1901 von Louis John Daroux beweist aber, dass Moifaa eine lange, unregelmäßige Blesse hatte, an der er leicht zu erkennen gewesen wäre.